# Кшесинская, Матильда Феликсовна
Мати́льда Фе́ликсовна Кшеси́нская (Мария-Матильда Адамовна-Феликсовна-Валериевна Кшесиньская; пол. Matylda Maria Krzesińska, фр. Mathilde Maria Kschessinska; 19 [31] августа 1872, Лигово, Санкт-Петербургская губерния — 6 декабря 1971, XVI округ Парижа) — русская и французская артистка балета и педагог польского происхождения, прима-балерина Мариинского театра. Заслуженная артистка Императорских театров (1904).
Дочь танцовщика Феликса Кшесинского, сестра артистов Юлии и Иосифа Кшесинских, мать Владимира Красинского (1902—1974). Известна своими отношениями с членами Российского императорского дома: в 1890—1894 годах встречалась с цесаревичем Николаем Александровичем, затем с великими князьями Сергеем Михайловичем и Андреем Владимировичем. С 1920 года в эмиграции. В 1921 году вышла замуж за Андрея Владимировича, после чего получила титул княгини Красинской (1926), затем светлейшей княгини Романовской-Красинской (1935).

## Биография

Феликс Кшесинский и Юлия Доминская

### Семья
Родилась в семье артистов балета Мариинского театра Феликса Кшесинского (1823—1905), прибывшего в Петербург из Варшавы в начале 1850-х годов, и Юлии Доминской, вдовы танцовщика Леде (от первого брака у неё было пять детей). Сестра балерины Юлии Кшесинской («Кшесинская 1-я»; в замужестве Зедделер, муж — барон Александр Зедделер) и танцовщика, балетмейстера Иосифа Кшесинского (1868—1942), умершего во время блокады Ленинграда.

### Детство
Летом семья Кшесинских отдыхала в загородном имении «Фаворито» Сигизмунда Куна (Лигово, позже — дача Дернова), там 19 августа и родилась Матильда. Отец танцевал в лучших театрах (и часто брал дочь с собой на выступления), давал частные уроки бальных танцев. В «Воспоминаниях» Кшесинская с любовью отзывается о своей семье. Её отца можно считать родоначальником мазурки в России, а её дед был скрипачом, певцом и танцором в разные периоды жизни. Кшесинская писала о домашней атмосфере: 
Моё детство было очень счастливое и радостное. Мои родители очень любили своих детей и жили для них.Матильда Кшесинская
Возможно, поэтому, когда в 1880 году девочка поступила в Императорское театральное училище, родители настояли на смешанной форме обучения. Кшесинская приезжала на некоторые занятия в училище, а часть уроков получала дома. Такой подход оказался результативным: в 1881 году Кшесинская впервые выступила на сцене Мариинского театра. Прилежно училась, «несмотря на живой и бедовый характер» и в семнадцатилетнем возрасте выдержала экзамен в присутствии царской семьи.

### Артистическая карьера
В 1890 году окончила Императорское театральное училище, где её педагогами были Лев Иванов, Христиан Иогансон и Екатерина Вазем. После окончания школы была принята в балетную труппу Мариинского театра, где поначалу танцевала как Кшесинская 2-я (Кшесинской 1-й официально именовалась её старшая сестра Юлия). Танцевала на императорской сцене с 1890 по 1917 год.
В начале своей карьеры испытала сильное влияние искусства Вирджинии Цукки:

У меня было даже сомнение в правильности выбранной мной карьеры. Не знаю, к чему это привело бы, если бы появление на нашей сцене Цукки сразу не изменило бы моего настроения, открыв мне смысл и значение нашего искусства.— Воспоминания Матильды Кшесинской, стр. 26
Танцевала в балетах Мариуса Петипа и Льва Иванова: фея Драже в «Щелкунчике», Пахита в одноимённом балете, Одетта-Одиллия в «Лебедином озере», Никия в «Баядерке».
После отъезда в Италию Карлотты Брианца к ней перешла роль принцессы Авроры в балете «Спящая красавица». 18 ноября 1892 года, в день 50-го представления балета, балерина записала в своём дневнике:

Приехал в театр Чайковский, и его попросили на сцену (и даже я его провела на сцену), чтобы поднести ему венок…— Цит. по: Ю. А. Бахрушин. Балеты Чайковского и их сценическая история.
В 1896 году получила статус прима-балерины императорских театров (вероятно, во многом благодаря своим связям при дворе, так как главный балетмейстер Петипа не поддерживал её выдвижение на самый верх балетной иерархии).
Чтобы дополнить мягкую пластику и выразительные руки, свойственные русской балетной школе, отчётливой и виртуозной техникой ног, которой в совершенстве владела итальянская школа, начиная с 1898 года брала частные уроки у знаменитого педагога Энрико Чеккетти. Первая среди русских танцовщиц исполнила на сцене 32 фуэте подряд — трюк, которым до этого русскую публику удивляли только итальянки, в частности, Эмма Бессон и Пьерина Леньяни. Неудивительно, что, возвращая в репертуар свои популярные балеты, Мариус Петипа при их возобновлении зачастую видоизменял хореографический текст главных партий в расчёте на физические способности балерины и её сильную технику.
Хотя имя Кшесинской часто занимало первые строчки афиш, оно не связано с постановками великих балетов из списка классического балетного наследия. Специально для неё было поставлено лишь несколько спектаклей, и все они не оставили особого следа в истории русского балета. В «Пробуждении Флоры», показанном в 1894 году в Петергофе специально по случаю бракосочетания великой княгини Ксении Александровны и великого князя Александра Михайловича, и затем оставшемся в репертуаре театра, ей была отведена главная партия богини Флоры. Для бенефиса балерины в Эрмитажном театре в 1900 году Мариусом Петипа были поставлены «Арлекинада» и «Времена года». В том же году балетмейстер возобновил специально для неё «Баядерку», исчезнувшую со сцены после ухода Вазем. Также Кшесинская была главной исполнительницей в двух провальных постановках — балете «Дочь Микадо» Льва Иванова и последней работе Петипа «Волшебное зеркало», где балетмейстер поставил для неё и Сергея Легата великолепный pas d’action, в котором окружение прима-балерины и премьера составляли такие солисты, как Анна Павлова, Юлия Седова, Михаил Фокин и Михаил Обухов.
Участвовала в летних спектаклях Красносельского театра, где, например, в 1900 году танцевала полонез с Ольгой Преображенской, Александром Ширяевым и другими артистами и классическое pas de deux Льва Иванова с Николаем Легатом. Творческой индивидуальности Кшесинской была свойственна глубокая драматическая проработка ролей (Аспиччия, Эсмеральда). Будучи академической балериной, она тем не менее участвовала в постановках хореографа-новатора Михаила Фокина «Эвника» (1907), «Бабочки» (1912), «Эрос» (1915).
В 1904 году Кшесинская уволилась из театра по собственному желанию, и после полагающегося прощального бенефиса с ней был заключён контракт на разовые выступления — сначала с оплатой по 500 руб. за каждое выступление, с 1909 года — по 750.
Кшесинская всячески противодействовала приглашению в труппу иностранных балерин, интриговала против Леньяни (которая, тем не менее, протанцевала в театре 8 лет, до 1901 года). При ней стала сходить на нет практика приглашения знаменитых гастролёрш. Балерина славилась умением устраивать карьеру и отстаивать свои позиции. Некоторым образом именно она послужила причиной ухода из театра князя Волконского: отказавшись восстанавливать для Кшесинской старинный балет «Катарина, дочь разбойника», он был вынужден подать в отставку с поста директора Императорских театров (согласно воспоминаниям самой балерины, видимым поводом к конфликту послужили фижмы костюма для русского танца из балета «Камарго»).
В 1911 году Кшесинская участвовала в «Русских сезонах» в Лондоне. Дягилев пошёл на контакт со «своим злейшим врагом» в надежде решить свои проблемы в российской столице: с помощью влияния и связей балерины он намеревался добиться возможности выступить со своей антрепризой в Петербурге и получить отсрочку военной службы для ставшего военнообязанным Нижинского. В обмен на обещание «похлопотать» Кшесинская была приглашена танцевать во время лондонского сезона 1911 года (балерину интересовал именно Лондон, где традиционно собиралась высшая аристократия — в отличие от Парижа, бывшего центром артистической жизни). Для её выступлений было выбрано «Лебединое озеро» — в том числе потому, что Дягилев хотел получить доступ к принадлежавшим ей декорациям балета.
Балерина стала посредником Дягилева в его переговорах с директором Императорских театров Теляковским по поводу аренды Михайловского театра на сезон 1912 года. Последний отреагировал на этот альянс с раздражением: «Час от часу не легче. Кшесинская снюхалась теперь с Дягилевым». Попытки уладить дела при помощи Кшесинской полностью провалились. Дягилев был настолько зол на неё из-за Нижинского, что его слуга Василий всерьёз предлагал ему отравить балерину.
Во время Первой мировой войны, когда войска Российской империи сильно страдали от нехватки снарядов, верховный главнокомандующий великий князь Николай Николаевич утверждал, что бессилен что-либо сделать с артиллерийским ведомством, так как Матильда Кшесинская влияет на артиллерийские дела и участвует в распределении заказов между различными фирмами:162.

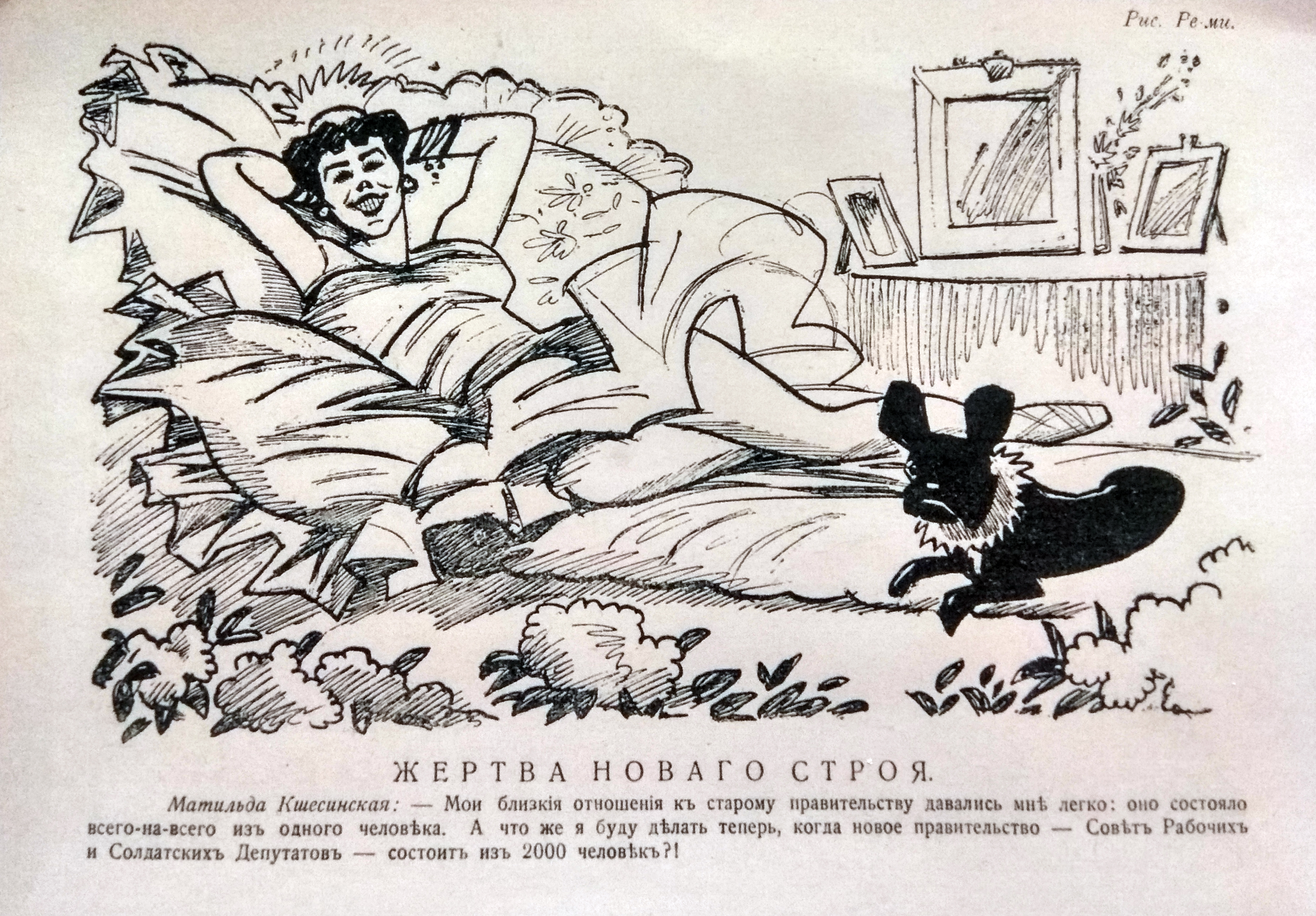
Карикатура Николая Ремизова, 1917 год

### Эмиграция

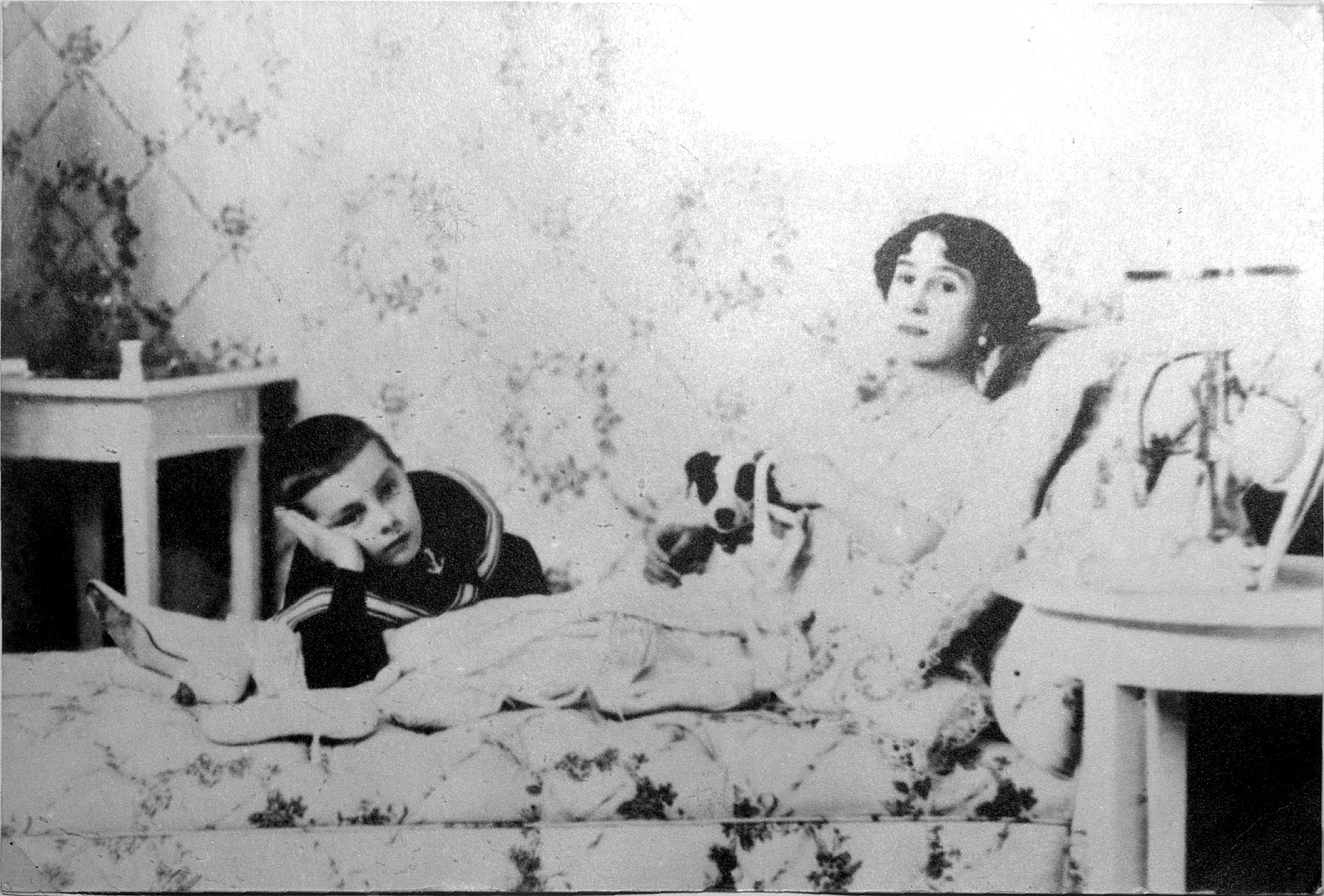
Матильда с сыном

Летом 1917 навсегда уехала из Петрограда, первоначально в Кисловодск, а в 1919 в Новороссийск, откуда вместе с сыном отплыла за границу.
Вскоре после переворота, когда Сергей Михайлович вернулся из Ставки и был освобождён от занимаемой им должности, он предложил Кшесинской брак. Но, как пишет она в своих мемуарах, она ответила ему отказом из-за Андрея. После февраля 1917 года Кшесинская, лишившись дачи и бежав из своего знаменитого особняка, скиталась по чужим квартирам. Она решила отправиться к Андрею Владимировичу, который тогда находился в Кисловодске. «Я, конечно, рассчитывала осенью вернуться из Кисловодска в Петербург, когда, как я надеялась, освободят мой дом», — наивно считала она.
«В моей душе боролись чувство радости снова увидеть Андрея и чувство угрызения совести, что оставляю Сергея одного в столице, где он был в постоянной опасности. Кроме того, мне было тяжело увозить от него Вову, в котором он души не чаял». И действительно, в 1918 году великий князь Сергей Михайлович был расстрелян в Алапаевске.
13 июля 1917 года Матильда с сыном покинула Петербург, прибыв в Кисловодск на поезде 16 июля. Андрей с матерью великой княгиней Марией Павловной и братом Борисом занимал отдельный дом. В начале 1918 года до Кисловодска «докатилась волна большевизма» — «до этого времени мы все жили сравнительно мирно и тихо, хотя и раньше бывали обыски и грабежи под всякими предлогами», пишет она. В Кисловодске Владимир поступил в местную гимназию и с успехом закончил её.
После революции Андрей с матерью и братом Борисом жил в Кисловодске (туда же приехала Кшесинская с сыном Вовой). 7 августа 1918 года братья были арестованы и перевезены в Пятигорск, но через день отпущены под домашний арест. 13 числа Борис, Андрей и его адъютант полковник Кубе бежали в горы, в Кабарду, где и скрывались до 23 сентября. Кшесинская в итоге оказалась с сыном, семьёй сестры и балериной Зинаидой Рашевской (будущей женой Бориса Владимировича) и другими беженцами, которых было около сотни, в Баталпашинской (с 2 до 19 октября), откуда караван под охраной двинулся в Анапу, где решила обосноваться ехавшая под конвоем великая княгиня Мария Павловна. В Туапсе все сели на пароход «Тайфун», который доставил всех в Анапу. Там Вова заболел испанкой, но его выходили. В мае 1919 года все вернулись в Кисловодск, который посчитали освобожденным, где оставались до конца 1919 года, отбыв оттуда после тревожных новостей в Новороссийск. Беженцы ехали на поезде из 2-х вагонов, причём великая княгиня Мария Павловна ехала в вагоне 1-го класса со своими знакомыми и окружениями, а Кшесинская с сыном — в вагоне 3-го класса.
В Новороссийске прожили 6 недель прямо в вагонах, причём кругом свирепствовал сыпной тиф. 19 февраля (3 марта) 1920 года отплыли на пароходе «Семирамида» итальянского «Триестино-Ллойд». В Константинополе они получили французские визы.
12 (25) марта 1920 года семья прибыла в Кап-д’Ай, где 48-летней Кшесинской принадлежала вилла. Её старший брат Иосиф остался в России, продолжал работать в Кировском театре и умер во время блокады Ленинграда в 1942 году.
В 1929 году открыла собственную балетную студию в Париже. Среди её учениц была «бэби-балерина» Татьяна Рябушинская. Во время уроков Кшесинская была тактична, она никогда не повышала голоса на своих учеников.
В эмиграции при участии своего супруга написала мемуары, изданные в 1960 году в Париже на французском языке. Первое российское издание на русском языке осуществилось в 1992 году.

### Личная жизнь
По воспоминаниям соотечественников до отношений с царевичем Николаем, юная балерина встречалась с Алексеем Александровичем Романовым, дядей царевича.
По её воспоминаниям в 1890—1894 годах встречалась с цесаревичем Николаем Александровичем (будущим императором Николаем II); с её слов, их отношения прекратились после помолвки цесаревича с Алисой Гессенской в апреле 1894 года.
Позже, возможно, была любовницей великих князей Сергея Михайловича и Андрея Владимировича. 18 июня (1 июля) 1902 года в Стрельне родился сын Владимир (в семье его звали «Вова»), получивший по Высочайшему указу от 15 октября 1911 года фамилию «Красинский» (по семейному преданию, Кшесинские происходили от графов Красинских), отчество «Сергеевич» и потомственное дворянство.
30 января 1921 года в Каннах в Архангело-Михайловской церкви вступила в морганатический брак с великим князем Андреем Владимировичем, который усыновил её сына (тот стал Владимиром Андреевичем). В 1925 году перешла из католичества в православие с именем Мария.
30 ноября 1926 года Кирилл Владимирович присвоил ей и её потомству титул и фамилию князей Красинских, а 28 июля 1935 года — светлейших князей Романовских-Красинских.

### Смерть

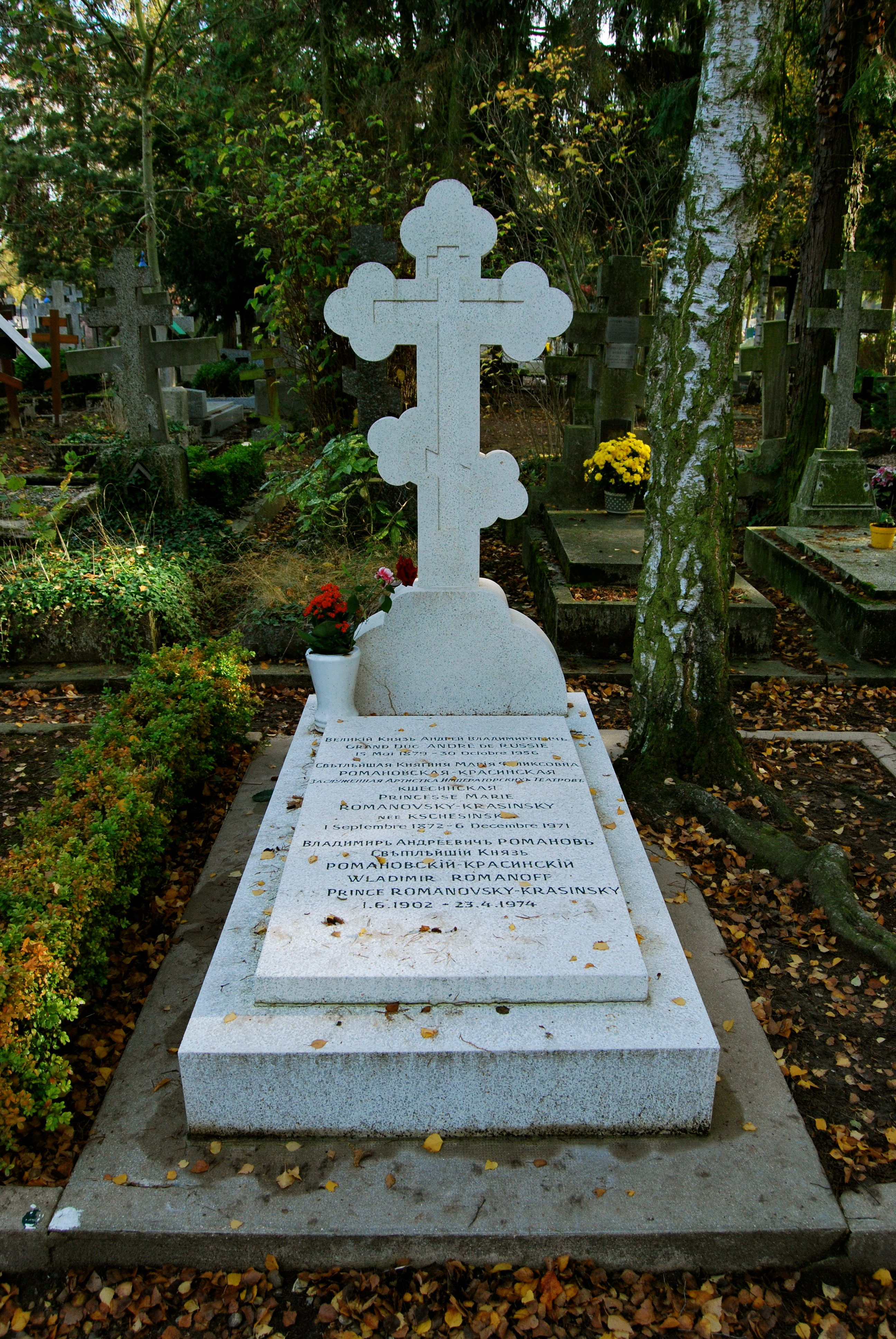
Могила Андрея Владимировича, Матильды Кшесинской и Владимира Красинского на кладбище Сент-Женевьев-де-Буа.

Матильда Кшесинская скончалась 6 декабря 1971 года, не дожив несколько месяцев до своего столетия. Похоронена на кладбище Сент-Женевьев-де-Буа под Парижем в одной могиле с мужем и сыном. На памятнике эпитафия: «Светлейшая княгиня Мария Феликсовна Романовская-Красинская, заслуженная артистка императорских театров Кшесинская».
Дед балерины — Иван-Феликс (1770—1876) — также был долгожителем, прожив 106 лет.

## Репертуар
- 1892 — принцесса Аврора, «Спящая красавица» Мариуса Петипа
- 1894 — Флора*, «Пробуждение Флоры» Мариуса Петипа и Льва Иванова
- 1896 — Млада, «Млада» на музыку Минкуса, хореография Льва Иванова и Энрико Чеккетти, возобновление Мариуса Петипа
- 1896 — богиня Венера, «Астрономическое pas» из балета «Синяя борода», хореография Мариуса Петипа
- 1896 — Лиза, «Тщетная предосторожность» Мариуса Петипа и Льва Иванова
- 1897 — богиня Фетида, «Фетида и Пелей» Мариуса Петипа
- 1897 — королева Низия, «Царь Кандавл» Мариуса Петипа
- 1897 — Готару-Гиме*, «Дочь Микадо» Льва Иванова
- 1898 — Аспиччия, «Дочь фараона» Мариуса Петипа
- 1899 — Эсмеральда «Эсмеральда» Жюля Перро в новой редакции Мариуса Петипа
- 1900 — Колос, царица лета*, «Времена года» Мариуса Петипа
- 1900 — Коломбина*, «Арлекинада» Мариуса Петипа
- 1900 — Никия, «Баядерка» Мариуса Петипа
- 1901 — Риголетта*, «Риголетта, парижская модистка» Энрико Чекетти (благотворительный спектакль в зале Офицерского собрания на Литейном проспекте)
- 1903 — Принцесса*, «Волшебное зеркало» Мариуса Петипа
- 1907 — Эвника*, «Эвника» Михаила Фокина (Актея — Анна Павлова, Петроний — Павел Гердт; выступила только на премьере)
- 1910 — Нирити*, «Талисман» Легата по Петипа
- 10 марта 1912 — Бабочка*, «Бабочки» Михаила Фокина (Пьеро — Михаил Фокин; благотворительный спектакль Литературного фонда)
- 28 ноября 1915 — Девушка*, «Эрос» Михаила Фокина (Юноша — Анатолий Вильтзак, Эрос — Пётр Владимиров, Ангел — Фелия Дубровская)
- 1916 — Жизель, «Жизель» Мариуса Петипа

(*) — первая исполнительница партии.

## Адреса в Санкт-Петербурге — Петрограде
- 1892—1906 — Английский проспект, 18;
- 1906 — март 1917 года — Особняк Кшесинской — Большая Дворянская улица (ныне — улица Куйбышева), 2;
- март — июль 1917 — квартира П. Н. Владимирова — Алексеевская улица, 10.

## Память

### Беллетристика
Матильда Кшесинская является персонажем следующих литературных произведений:
- В. С. Пикуль. Нечистая сила. Политический роман. — Фрунзе: Киргизстан, 1991.
- Борис Акунин. Коронация. — М.: Захаров, 2002.
- Геннадий Седов.. Мадам Семнадцать. Матильда Кшесинская и Николай Романов. — М.: Текст, 2006. — ISBN 5-7516-0568-3.
- Т. Бронзова. Матильда. Любовь и танец. — Бослен, 2013

### Публикации в журналах
- Экштут, Семен. «Балерина Матильда Кшесинская разоблачена! : о чем писали российские газеты в марте 1917 года» // Родина. — 2017. — № 3. — С. 98-105[15]
- Эрлихман, Вадим. Малечка : долгая жизнь балерины Матильды Кшесинской (1872—1971) без мифов и сплетен // Родина. — 2017. — № 8. — С. 19-23[16]
- Гребень Матильды Кшесинской // Чудеса и приключения. — 2019. — № 9. — С. 58
- Кулегин, Алексей. Одна балерина и два великих князя // Дилетант. — 2023. — № 1. — С. 50-55[17].

### Киновоплощения
- В фильме «Солистка его величества» (1927) роль Матильды Плесинской исполнила Валентина Куинджи.
- В британском сериале «Падение орлов» / Fall of Eagles (1974) — Джан Френсис.
- В фильме «Анна Павлова» (1983, реж. Эмиль Лотяну) в роли Кшесинской — Наталья Фатеева.
- «Матильда Кшесинская. Фантазии на тему» (1993; фрагменты партий из репертуара балерины — в исполнении Юлии Махалиной).
- «Звезда империи» — российский четырёхсерийный фильм 2007 года[18]; в роли Кшесинской — Виктория Садовская-Чилап
- «Матильда» (2017, реж. Алексей Учитель) о романе балерины и цесаревича Николая Александровича. Роль Матильды Кшесинской исполнила польская актриса Михалина Ольшанская. Ещё до выхода на экраны фильм стал объектом ожесточённой полемики.